# 17 صفر
- السبت
- الأحد
- الاثنين
- الثلاثاء
- الأربعاء
- الخميس
- الجمعة

- 283 أغسطس 2024
- 294 أغسطس 2024
- 15 أغسطس 2024
- 26 أغسطس 2024
- 37 أغسطس 2024
- 48 أغسطس 2024
- 59 أغسطس 2024
- 610 أغسطس 2024
- 711 أغسطس 2024
- 812 أغسطس 2024
- 913 أغسطس 2024
- 1014 أغسطس 2024
- 1115 أغسطس 2024
- 1216 أغسطس 2024
- 1317 أغسطس 2024
- 1418 أغسطس 2024
- 1519 أغسطس 2024
- 1620 أغسطس 2024
- 1721 أغسطس 2024
- 1822 أغسطس 2024
- 1923 أغسطس 2024
- 2024 أغسطس 2024
- 2125 أغسطس 2024
- 2226 أغسطس 2024
- 2327 أغسطس 2024
- 2428 أغسطس 2024
- 2529 أغسطس 2024
- 2630 أغسطس 2024
- 2731 أغسطس 2024
- 281 سبتمبر 2024
- 292 سبتمبر 2024
- 303 سبتمبر 2024
- 14 سبتمبر 2024
- 25 سبتمبر 2024
- 36 سبتمبر 2024

17 صَفَر أو 17 صَفَر الخير أو 17 صَفَر المُظفَّر أو يوم 17 \ 2 (اليوم السابع عشر من الشهر الثاني) هو اليوم السابع والأربعين من أيَّام السنة وفق التقويم الهجري القمري (العربي). يبقى بعده 307 أو 308 أيَّام لانتهاء السنة.

## أحداث
- 203 هـ - مقتل الإمام علي بن موسى الرضا بعد دس السم إليه من قبل الخليفة العباسي المأمون.
- 636 هـ - توقيع معاهدة لتسليم مدينة بلنسية المسلمة لمملكة أراغون المسيحية في الأندلس بعد حصار شديد للمدينة.
- 658 هـ - سقوط مدينة دمشق في يد المغول بقيادة كتبغا، أحد قادة هولاكو خان.
- 1140 هـ - الدولة العثمانية توقع معاهدة همدان مع الدولة الهوتاكية حول الحدود بين الجانبين.
- 1213 هـ - نشوب معركة أبي قير البحرية قبالة سواحل الإسكندرية بين الأسطول الفرنسي ونظيره البريطاني بقيادة هوراشيو نيلسون، وانتهت بتحطيم الأسطول الفرنسي.
- 1342 هـ - الإيطاليون يحتلون مدينة طرابلس ويقضون على جمهورية ليبيا الأولى.
- 1344 هـ - الملك فؤاد يقيل عبد العزيز فهمي من وزارة الحقانية بسبب كتاب علي عبد الرازق، وبعدها قدم توفيق دوس وعلي علوبة باستقالتيهما احتجاجًا.
- 1353 هـ -
  - الطائرات الإنجليزية تقصف مدينة السليمانية.
  - إنشاء الإذاعة المصرية، التي تعد أول إذاعة في الوطن العربي، ويوافق هذا اليوم «عيد الإعلاميين» في مصر.
- 1355 هـ - الحكومة الفرنسية تصدر قرارا باعتبار اللغة العربية لغة أجنبية في الجزائر، ويأتي هذا القانون في سلسلة قوانين سنها الاحتلال الفرنسي لمحاربة اللغة العربية، وفرنسة الشعب الجزائري.
- 1358 هـ - إيطاليا تغزو ألبانيا في بدايات الحرب العالمية الثانية.
- 1369 هـ - تأسيس وكالة الأمم المتحدة لإغاثة وتشغيل اللاجئين الفلسطينيين / الأونروا.
- 1376 هـ - عقد قمة ثلاثية في الدمام بالسعودية حضرها ملك السعودية سعود بن عبد العزيز آل سعود ورئيس مصر جمال عبد الناصر ورئيس سوريا شكري القوتلي.
- 1381 هـ - المغرب تستعيد منطقة سيدي إفني المحتلة من قبل إسبانيا بموجب اتفاقية وقعتها معها.
- 1383 هـ - تأسيس الاتحاد الماليزي الذي ضم مجموعة من الجزر التي كانت خاضعة للاحتلال البريطاني قبل استقلالها لتشكل دولة ماليزيا الاتحادية.
- 1398 هـ - وقوع أحداث عنف في تونس بعد الأزمة الحادة بين الحكومة والاتحاد العام التونسي للشغل أدت إلى تدخل الجيش لإخماد هذه الاضطرابات.
- 1399 هـ -
  - شاه إيران محمد رضا بهلوي يصل مع عائلته إلى مصر بعد خروجه من إيران.
  - زلزال في إيران بقوة 6.7 على مقياس ريختر يؤدي إلى وفاة 200 شخص على الأقل.
- 1409 هـ - صدور حكم محكمة العدل الدولية بأحقية مصر في طابا، وكان قد حدث نزاع بين مصر وإسرائيل عليها بعد أن استكملت إسرائيل الانسحاب من سيناء وفق معاهدة كامب ديفيد، وتمسكت بطابا واعتبرتها ضمن حدودها الدولية.
- 1410 هـ - إقالة رئيس الوزراء التونسي الهادي البكوش من منصبه أثناء زيارته لسويسرا، وتعيين حامد القروي خلفًا له.
- 1421 هـ - انتحار رئيس وزراء سوريا الأسبق محمود الزعبي المتهم بتهم فساد والموجود بمنزله تحت الإقامة الجبرية.

## مواليد
- 976 هـ - عبد القادر الطبري، عالم مسلم وكاتب وشاعر حجازي.
- 1356 هـ - صدام حسين، الرئيس السابق للعراق.
- 1360 هـ - إسماعيل عبد الحافظ، مخرج مصري.
- 1367 هـ - عتاب، مطربة سعودية.
- 1373 هـ - جاسم يعقوب، لاعب كرة قدم كويتي.
- 1378 هـ - كريم المحروس، سياسي بحريني.
- 1396 هـ - تيم حسن، ممثل سوري.
- 1399 هـ - ياسمين عبد العزيز، ممثلة مصرية.

## وفيات
- 203 هـ - علي بن موسى الرضا، عالم مسلم وثامن الأئمة الاثنا عشر عند الشيعة.
- 1351 هـ - حافظ إبراهيم، شاعر مصري.
- 1418 هـ - بيتي شباز، زوجة مالكوم إكس.
- 1421 هـ - محمود الزعبي، رئيس وزراء سوريا الأسبق.
- 1426 هـ - أحمد زكي، ممثل مصري.
- 1431 هـ - عز الدين العراقي، الوزير الأول في المغرب.

## وصلات خارجية
- موقع قصة الإسلام: حدث في شهر صفر.